# فيسنتي مارس
فيسنتي مارس (بالإسبانية: Vicente March) هو رسام إسباني، ولد في 27 ديسمبر 1859 في بلنسية في إسبانيا، وتوفي في 31 مارس 1927.